# هزینه کل عمر

چرخه عمر خودرو

هزینه کل عمر (به انگلیسی: Whole-life cost)، کل هزینه مالکیت در طول عمر یک دارایی است. این مفهوم همچنین به عنوان هزینه چرخه عمر (LCC) یا هزینه طول عمر شناخته می‌شود، و معمولاً به عنوان هزینه‌های «گهواره تا گور» یا «رحم تا مقبره» شناخته می‌شود. هزینه‌های درنظر گرفته‌شده شامل هزینه‌های مالی است که محاسبه نسبتاً ساده است و همچنین هزینه‌های زیست‌محیطی و اجتماعی که تعیین کمیت و تخصیص مقادیر عددی دشوارتر است. حوزه‌های معمول هزینه‌ای که در محاسبه هزینه کل عمر گنجانده می‌شود شامل برنامه‌ریزی، طراحی، ساخت و تملک، عملیات، نگهداری، نوسازی و بازسازی، استهلاک و هزینه‌های مالی و جایگزینی یا دفع است.